# Multiple/Magnum Mirror Telescope
Koordinaten: 31° 41′ 19,6″ N, 110° 53′ 4,4″ W

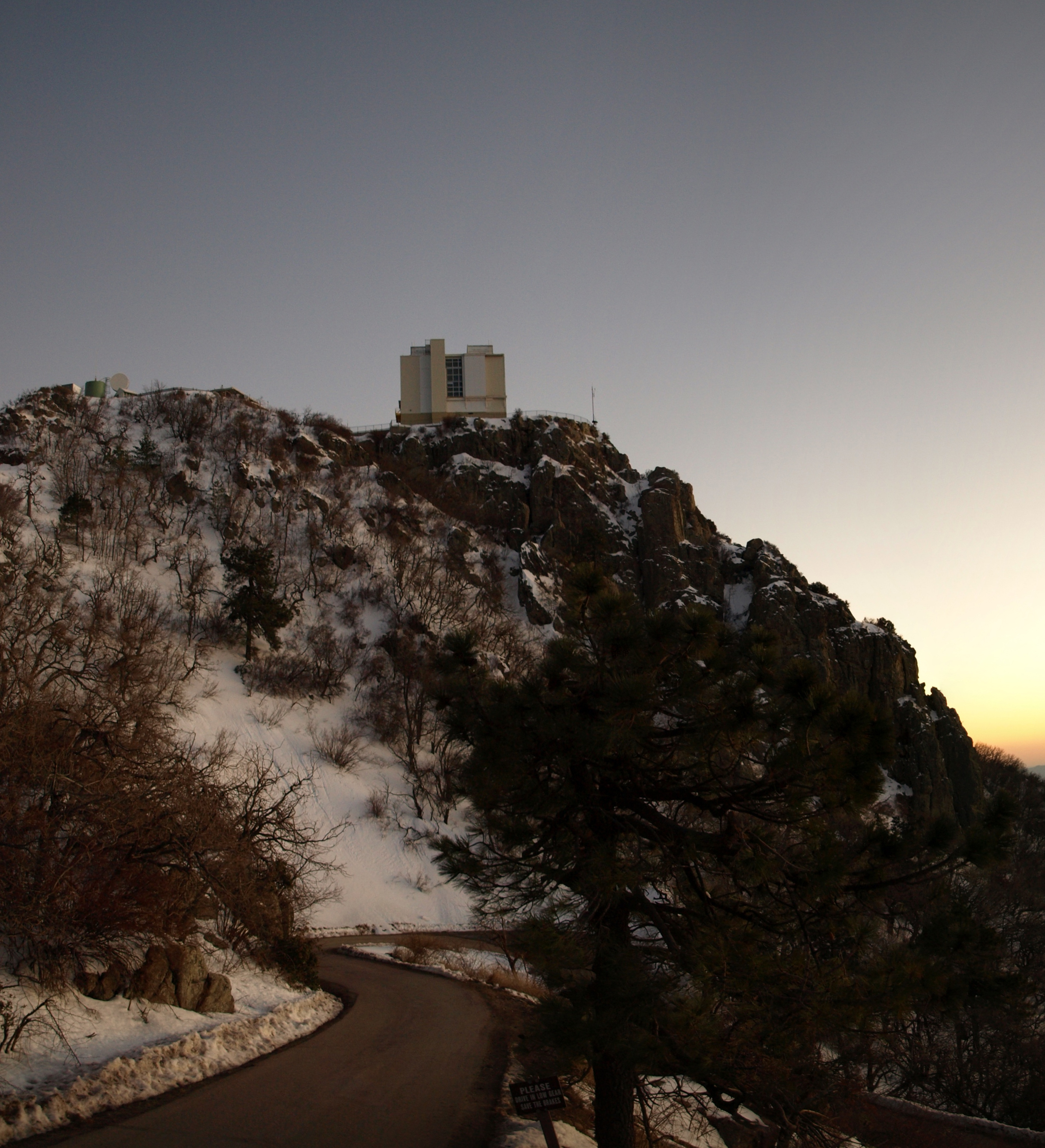
Das MMT-Gebäude 2007

Das Multiple Mirror Telescope bzw. Magnum Mirror Telescope (MMT) ist ein Spiegelteleskop mit 6,5 m Durchmesser. Es befindet sich am Fred-Lawrence-Whipple-Observatorium, in 2606 m Höhe am Mount Hopkins (Arizona), USA. Das Observatorium wird von der University of Arizona und der Smithsonian Institution betrieben.
Das MMT verwirklichte neue Konzepte im Bau von Großteleskopen. Mit dem BTA-6 am Selentschuk-Observatorium war es eines der ersten Großteleskope mit azimutaler Montierung, die heute Standard für große Teleskope ist.
Von außen zeigt es statt einer klassischen Kuppel ein damals untypisches Gebäude, bei welchem Wände und Dach weggeschoben werden können. Dadurch passt sich das Teleskop schnell an die Umgebungstemperatur an und kann ungestört von thermischen Turbulenzen Bilder liefern.

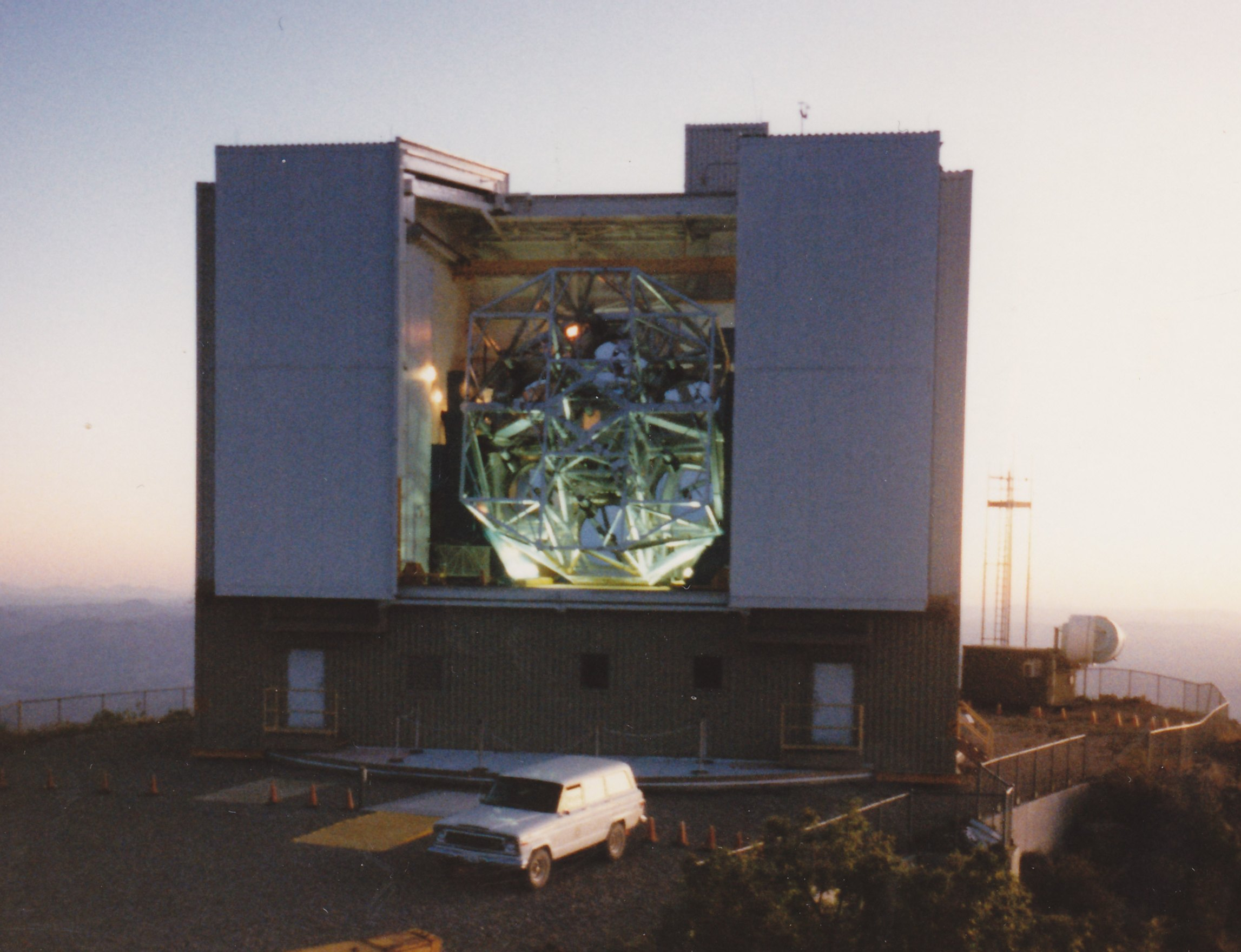
Konfiguration aus 6 Spiegelelementen von 1979 bis 1998

Der Hauptspiegel bestand in der Zeit von 1979 bis 1998 aus 6 einzelnen Spiegelelementen mit einem Durchmesser von je 1,8 m, was dem Teleskop seinen ersten Namen gab. Die sechs Spiegel waren ursprünglich für militärische Satelliten vorgesehen gewesen; als sie dafür nicht benötigt wurden, konnten sie für die astronomische Forschung genutzt werden. Nach 1998 wurde das MMT mit einem Hauptspiegel aus einem Stück, worauf sich sein jetziger Name bezieht, ausgestattet und 2000 wieder in Betrieb genommen.
Ende 2002 wurde ein neuartiger verformbarer Sekundärspiegel dem Teleskop hinzugefügt, der eine adaptive Optik realisiert. Dieser kompensiert atmosphärische Störungen bei der Beobachtung. Im Gegensatz zu anderen adaptiven Optiken, die separat ausgeführt werden, ist hier die Anzahl der optischen Elemente im Strahlengang minimiert, was zu hervorragenden Bildergebnissen bei Beobachtungen im Infraroten führt.